# Éamonn Ceannt
Éamonn Ceannt (21 septembre 1881 – 8 mai 1916), né Edward Thomas Kent, est un républicain irlandais, surtout connu pour son rôle dans l'insurrection de Pâques de 1916.

## Jeunesse
Ceannt est né dans le petit village de Ballymoe, surplombant la rivière Suck, dans le comté de Galway. Ses parents James Kent (4 juillet 1839-1895) et Joanne Galway se sont mariés le 5 juillet 1870. Il est le sixième de sept enfants, les autres étant William, Michael, Richard, Nell, John et James. Son père, James Kent, est un officier de la Royal Irish Constabulary. En poste à Ballymoe, en 1883, il est promu et transféré à Ardee, comté de Louth. Lorsque son père prend sa retraite des forces armées, la famille déménage à Dublin. C'est une famille catholique très religieuse et on dit que l'enseignement religieux de Ceannt lorsqu'il était enfant est resté avec lui pour le reste de sa vie.
Deux événements évoquant le nationalisme à la fin du XIXe siècle sont la commémoration de 1798 et la guerre des Boers en Afrique du Sud. Éamonn s'est intéressé à ces événements et participe à la commémoration.

## Vie privée
En 1899, Ceannt rejoint la branche centrale de la Ligue gaélique. C'est ici qu'il rencontre pour la première fois de nombreux hommes qui jouent un rôle majeur dans le soulèvement, notamment Patrick Pearse et Eoin MacNeill. Il s'implique de plus en plus dans les mouvements nationalistes et s'intéresse beaucoup à la langue irlandaise. Les principaux objectifs de la ligue sont d'éduquer les gens sur la culture irlandaise, de faire revivre la langue irlandaise ainsi que la musique, la danse, la poésie, la littérature et l'histoire irlandaises. Ceannt est un membre extrêmement engagé dans la ligue, et est élu au conseil d'administration. En 1905, il donne des cours de langue irlandaise dans les succursales de la ligue. En février 1900, Ceannt et Edward Martyn fondent Cumann na bPíobairí (Le Club des Pipers). Les talents musicaux de Ceannt lui valent une médaille d'or à l'Oireachtas de 1906 et, en 1905, il donne même un spectacle pour le pape Pie X. On dit que la langue principale du Pipers Club est l'irlandais et qu'elle joue un rôle dans la renaissance de la musique irlandaise. C'est grâce à la Ligue gaélique que Ceannt rencontre pour la première fois sa femme, Frances Mary O'Brennan, connue sous le nom d'Áine. Elle vient d'une famille fortement nationaliste, ses deux sœurs Kathleen et Lily O'Brennan sont également impliquées dans le mouvement nationaliste. Elle rejoint la Ligue car elle partage un intérêt pour la culture et le patrimoine irlandais. Ils se marient en juin 1905. Leur fils, Ronan, est né en juin 1906.
Alors qu'il vit dans le comté de Louth, Ceannt fréquente l'école nationale De La Salle. Après 5 ans de scolarité à Louth, la famille déménage à Drogheda, où il fréquente l'école Christian Brothers, Sunday's Gate (maintenant Scholars Townhouse Hotel). Ils déménage à Dublin en 1892 et vivent à Drumcondra où il fréquente la North Richmond Street Christian Brothers School. Deux autres dirigeants du soulèvement de 1916, Seán Heuston et Con Colbert, sont formés dans cette école.
Ceannt obtient d'excellents résultats à ses examens finaux avant de quitter l'école. Après avoir terminé ses études, on lui propose de travailler dans la fonction publique, mais il refuse car il estime qu'il travaillerait pour les Britanniques. Il obtient ensuite un emploi au sein du personnel de bureau du trésorier de la ville et du bureau des successions et des finances ; il travaille comme comptable à la Dublin Corporation de 1901 à 1916.
Ceannt est impliqué dans le syndicalisme, étant membre de la Dublin Metropolitan Officers' Association et en étant plus tard le président. Il soutient les travailleurs lors du lock-out de Wexford de 1911 (précurseur du lock-out de Dublin de 1913), affirmant que « le droit à la liberté d'expression, de réunion publique et d'organisation dans un but licite devrait être incontesté et incontestable ».
En 1907, Ceannt rejoint la branche centrale du Sinn Féin à Dublin et, au cours des années suivantes, il devient de plus en plus déterminé à voir une Irlande indépendante. En 1912, il prête serment à la Fraternité républicaine irlandaise de Seán Mac Diarmada. Ce mouvement s'est engagé à obtenir l'indépendance irlandaise et à le faire en utilisant la force physique si nécessaire.

## Insurrection de Pâques
En mai 1915, le Conseil militaire de l'IRB, composé de Joseph Plunkett et Seán Mac Diarmada ainsi que de Ceannt, commence à planifier une rébellion. Ceannt est l'un des sept hommes à signer la Proclamation d'indépendance de la république d'Irlande et a été nommé directeur des communications. Il est nommé commandant du 4e bataillon des volontaires et, pendant le soulèvement, il est stationné à l'Union de Dublin Sud, avec plus de 100 hommes sous ses ordres, notamment son commandant en second Cathal Brugha et William T. Cosgrave. L'Union du sud de Dublin contrôle une vaste zone au sud de Kilmainham autour de Dolphin's Barn.
Alors que le 3e Royal Irish arrive à Mount Brown, une section du bataillon de Ceannt dirigée par le commandant de section John Joyce ouvre le feu, tuant un certain nombre de soldats. Les Britanniques n'arrivent pas percer jusqu'au château de Dublin et doivent donc faire venir davantage de troupes de la caserne de Kilmainham. Un cessez-le-feu permet de récupérer les victimes. Les Volontaires repoussent les assauts répétés des attaques britanniques. Le mardi 25 avril, les Britanniques auraient pu mettre fin à la bataille, mais n'ont pas réussi à conserver l'avantage lorsque le 4e Royal Dublin Fusiliers arrive, et Ceannt continue à tenir avec 20 fois moins d'hommes. Le jeudi 27 avril, un bataillon britannique se dirige vers le sud, jusqu'au pont du Rialto, lorsque les avant-postes de Ceannt ouvrent le feu.
Les Britanniques sont contraints de creuser des tunnels dans les bâtiments et, à mesure que les effectifs de Ceannt diminuent, ils sont de plus en plus impliqués dans des combats rapprochés. Son unité connait des combats intenses à certains moments au cours de la semaine, mais se rend sur ordre de son officier supérieur Patrick Pearse.

## Procès et mort
Après la reddition inconditionnelle des combattants de 1916, Eamonn Ceannt et les autres survivants sont amenés à la caserne de Richmond pour y être détenus. Lundi 1er mai, des détectives en civil connus sous le nom de « G-men » identifient les dirigeants de l'Insurrection, dont Ceannt.
Ceannt est jugé devant une cour martiale comme l'exige le général Maxwell. Il est déterminé à infliger la peine de mort à Ceannt et aux autres dirigeants de l'Insurrection. Cependant, il rencontre des problèmes juridiques qui l'empêchent de le faire. Ces problèmes juridiques n'autorisent l'application de la peine de mort que si quelqu'un est reconnu en train d'aider l'ennemi, c'est l'Allemagne à l'époque. Ce n'est que lorsque Maxwell obtient une lettre de Patrick Pearse adressée à sa mère concernant la communication avec les Allemands qu'il est légalement possible d'appliquer la peine de mort. À partir de ce moment, Ceannt et ses camarades commencent à affronter la perspective d’un peloton d’exécution. Le mardi 2 mai, Ceannt est renvoyé devant une cour martiale. Il est condamné à mort et transféré à la Prison de Kilmainham, cellule 88. Il est exécuté le 8 mai 1916, à l'âge de 34 ans. Il est enterré à Arbour Hill.
La gare Ceannt de la ville de Galway, la principale gare routière et ferroviaire de son comté natal de Galway, est nommée en son honneur, ainsi que le parc Éamonn Ceannt à Dublin. La tour Eamonn Ceannt à Ballymun, démolie en 2005, porte également son nom. Il y a également une plaque commémorative sur le mur du Scholars Townhouse Hotel, l'ancienne école Christian Brother où Eamonn Ceannt a fait ses études.